# 甘露寺満子
甘露寺 満子（かんろじ みつこ、1885年（明治18年）10月19日 - 1975年（昭和50年）7月16日）は、日本の元皇族、甘露寺受長伯爵夫人。皇族時代の名と身位は満子女王。

## 生涯
北白川宮能久親王と側室の申橋幸子の娘として生まれる。1895年（明治28年）10月28日、父能久親王と死別。
1904年（明治37年）1月12日、甘露寺義長伯爵の嗣子甘露寺受長との結婚の勅許が下りた。翌月には日露戦争が開戦する事態となった。同年11月14日、甘露寺受長に降嫁。
義弟甘露寺方房の妻澄子が早世した際には、京都旅行の思い出と共に次の和歌を詠んで澄子を偲んだ。
| 「              | 誰もみなやさしき君としのぶ草 涙のあめに色やそふらむ | 」 |
| —『澄子』 p.173 |                                                     |    |

1937年（昭和12年）には、嗣子忠長が早世した。

## 血縁
- 兄弟：

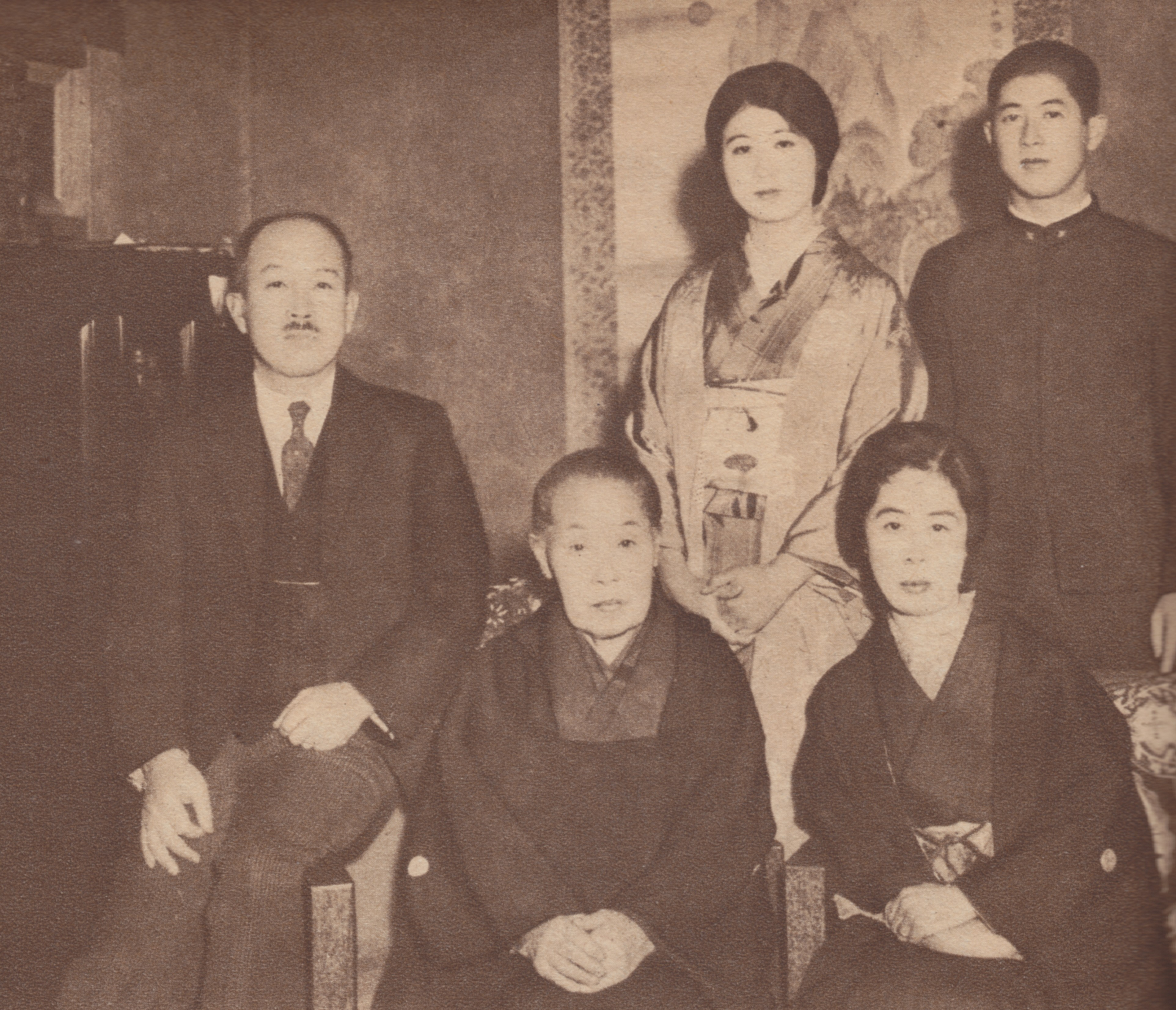
昭和初期撮影、甘露寺受長伯爵一家（前列右が満子）

- （異母）北白川宮成久王、小松輝久侯爵、二荒芳之伯爵、上野正雄伯爵ほか
- （同母）竹田宮恒久王ほか
- 夫：甘露寺受長
- 子：
  - 長女：近藤績子（1906年生） - 島津忠彦男爵夫人[6]、のち近藤荒樹夫人
  - 次女：土方寿子（1907年生）[6] - 土方久雄夫人
  - 長男：甘露寺忠長（1909年生）[6] - 早世[7]
  - 次男：甘露寺親房（1912年生）[6]
- 義弟：甘露寺方房